# Karl-Heinz Everding
Karl-Heinz Everding (* 1953) ist ein deutscher Tibetologe.

## Leben
Er studierte Tibetologie, Mongolistik und vergleichende Religionswissenschaft. Nach der Promotion 1985 an der Universität Bonn und der Habilitation 1999 an der Universität Hamburg lehrte er dort 1999 als Privatdozent für Tibetologie. Er ist wissenschaftlicher Mitarbeiter der Akademie der Wissenschaften zu Göttingen. Seine Forschungsschwerpunkte sind tibetische Literatur, Geschichte und Geographie Tibets in der Zeit des 10.–17. Jahrhunderts.

## Schriften (Auswahl)
- Die Präexistenzen der lCaṅ skya Qutuqtus. Untersuchungen zur Konstruktion und historischen Entwicklung einer lamaistischen Existenzenline (= Asiatische Forschungen. 104). Harrassowitz, Wiesbaden 1988, ISBN 3-447-02755-X (Zugl.: Bonn, Universität, Dissertation, 1985).
- Tibet. Lamaistische Klosterkultur, nomadische Lebensformen und bäuerlicher Alltag auf dem «Dach der Welt». DuMont, Köln 1999, ISBN 3-7701-4803-7.
- Das Königreich Mang yul Gung thang. Königtum und Herrschaftsgewalt im Tibet des 13.–17. Jahrhundert. (= Results of the Nepal German Project on High Mountain Archaeology. Teil 6 = Monumenta Tibetica Historica. Abteilung 1: Scriptores. Teil 6). 2 Bände (Bd. 1: Die Chronik Gung thang rgyal rabs. Bd. 2: Studien zur Geschichte des Reiches.). VGH-Wissenschafts-Verlag, Bonn 2000, ISBN 3-88280-062-3 (Zugleich: Hamburg, Universität, Habilitations-Schrift, 1999).
- mit Dawa Dargyay Dzongphugpa: Das tibetische Fürstentum La stod lHo (um 1265–1642). Die Geschichte der Herrschaftsbildung (= Contributions to Tibetan Studies. 5). Reichert, Wiesbaden 2006, ISBN 3-89500-496-0.